# Зал славы WCW
Зал славы World Championship Wrestling (WCW) — это американский зал славы рестлинга, созданный компанией World Championship Wrestling (WCW). Он был создан в 1993 году для чествования рестлеров, которые начали свою карьеру задолго до 1990-х годов, в основном выпускников National Wrestling Alliance (NWA) и Jim Crockett Promotions (JCP), предшественников WCW. Участники получили памятные таблички, на которых были написаны их имена и портреты. В Зал рестлеров вводил Гордон Солье, ведущий комментатор рестлинга, и они получали свои таблички во время сегмента «Воссоединение легенд» на майском PPV-шоу WCW Slamboree. Зал славы WCW был вторым Залом славы, созданным для чествования рестлеров, после создания Зала славы World Wrestling Federation (WWF) в феврале 1993 года. После церемонии Зала славы 1995 года WCW прекратила выпуск Зала славы без официального объявления. В 2001 году WWF приобрела все её активы; это привело к официальному прекращению выпуска Зала славы WCW. WWF, однако, перестала проводить свои церемонии Зала славы после 1996 года. В 2004 году World Wrestling Entertainment (WWE, ранее WWF) восстановил Зал славы WWE, в который вошли выпускники WWE, NWA, JCP и WCW.

## Члены
| №  | Год  | Имя                |
| -- | ---- | ------------------ |
| 1  | 1993 | Лу Тесз            |
| 2  | 1993 | Верн Ганье         |
| 3  | 1993 | Мистер Рестлинг II |
| 4  | 1993 | Эдди Грэм          |
| 5  | 1994 | Харли Рейс         |
| 6  | 1994 | Эрни Лэдд          |
| 7  | 1994 | Крашер             |
| 8  | 1994 | Дик Брюзер         |
| 9  | 1994 | Оле Андерсон       |
| 10 | 1994 | Убийца в маске     |
| 11 | 1995 | Ваху Макдэниел     |
| 12 | 1995 | Дасти Роудс        |
| 13 | 1995 | Антонио Иноки      |
| 14 | 1995 | Анджело Поффо      |
| 15 | 1995 | Терри Фанк         |
| 16 | 1995 | Большой Джон Стадд |
| 17 | 1995 | Гордон Солье       |